# Byambajavyn Altantsetseg
 (août 2023).
Byambajavyn Altantsetseg, née le 24 avril 1962, est une tireuse sportive mongole. 
Elle participe aux Jeux olympiques d'été de 1988 et aux Jeux olympiques d'été de 1992.